# Арслан-киз
«Арслан-киз» або «Дівчина-левиця» — профеміністичне історичне оповідання кримськотатарського та тюркського діяча Ісмаїла Гаспринського, опубліковане у 1893—1894. В оповіданні розглядається проблематика війни і миру, протистояння добра і зла, важливість дотримання традицій та особистісних принципів. Завдяки ідеям патріотизму та героїзму твір внесено до шкільної програми в Україні.

## Історична основа
Тематика оповідання «Арслан-киз» — героїчна боротьба мусульман проти китайського імперського війська. Описані події відбувалися під час Уйгурсько-Дунганського повстання (1864—1877 рр.) в Кокандському ханстві (до цих територій належали й міста Кашгарі та Учтурфан, яким приділяється значна увага в оповіданні).

## Сюжет
У місті Учтурфан триває облога. Імперське китайське військо, що оточило мусульман, висуває ультиматум шейху Іззету-Ати — містяни повинні за день здати місто, продовольство та заплатити викуп, або їх винищать. Більшість суддів схиляється до рішення піти назустріч загарбникам, проте на нараді міста рішуче виступає дівчина — Гульджемал-ханум, що не погоджується з вимогами ворога. Вона закликає зберігати віру в свої сили та обіцяє своєму батьку і старійшинам, що поїде до Кашгару та повернеться звідти разом з підмогою. Далі йде мова про героїчні подвиги Гульджемал: дівчина зрізає волосся, переодягається в чоловічий одяг і проривається крізь облогу на шлях, що веде до іншого міста. Коли арслан-киз дістається на коні до Кашгару, вона шукає допомоги у впливових старійшин, проте не отримує жодної відповіді. Там же вона викриває правду про головнокомандувача Старого міста в Учтурфані — Таштімура-бека. Події розвиваються досить стрімко: Гульджемал звертається з листом до полководця з Коканда — Якуб-бека, а потім виступає з промовою перед жителями Кашгарда та надихає їх на відвоювання Нового міста. Твір закінчується виступом людей в Учтурфані і перемогою мусульман.

## Персонажі
- Гульджемал-ханум — головна героїня, донька мулли шейха Іззета-Ати.
- Шейх Іззета-Ата — одна з центральних постатей у творі, батько Гульджемал.
- Якуб-бек — полководець.
- Таштімур-бек — старшина в Учтурфані, відповідальний за Старе місто.
- Сулейман-бек — старшина, очолив повстання в Новому місті.

## Жанр
«Арслан-киз», крім специфічних особливостей, притаманних для малої прози, містить ще й елементи легенди.

## Профеміністичні ідеї
Гаспринський неодноразово звертався до проблеми відсутності соціально-культурних прав жінок. У своїх творах та педагогічній діяльності він висвітлював важливість боротьби жінки за емансипацію. В оповіданні «Арслан-киз» центральним образом стає сильна та рішуча дівчина, яка є не тільки чудовою господинею, а й володіє військовою справою на рівні з чоловіками та має чудову освіту.